# Alfabeto Vithkuqi

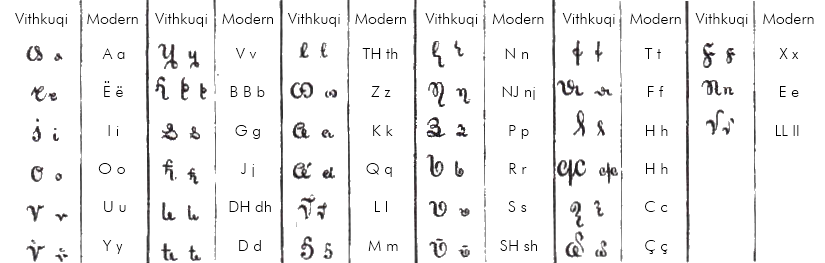
Le lettere dell'alfabeto Vithkuqi confrontate con quelle dell'alfabeto albanese moderno.

L'alfabeto Vithkuqi, anche chiamato Büthakukye o Beitha Kukju, dopo le denominazioni usate dallo studioso tedesco Johann Georg von Hahn, era un alfabeto, inventato tra il 1825 e il 1845, da Naum Veqilharxhi.
Anche se a volte viene erroneamente indicata col nome del suo inventore (come in Das Buch der Schrift di Carl Faulmann), il nome dell'alfabeto deriva da Vithkuq, un villaggio nella regione di Coriza, in cui era nato Veqilharxhi. 
L'alfabeto Vithkuqi venne specificamente progettato per essere il più possibile neutrale dal punto di vista religioso, evitando la duplicazione di caratteri greci, latini o arabi. Aveva una corrispondenza quasi perfetta tra lettere e fonemi, ma mancava di caratteri per i suoni moderni: "gj", "rr", "xh" e "zh". Il Vithkuqi non ha mai preso piede a causa della morte prematura del suo inventore e dei costi proibitivi per la creazione dei nuovi caratteri di stampa; tuttavia, un certo numero di documenti che utilizzavano la scrittura furono pubblicati verso la fine del XIX secolo. 
L'alfabeto venne infine soppiantato dagli alfabeti greco, arabo e latino, finché, nel 1909, quest'ultimo divenne quello ufficiale.
Altri tipi di scrittura originali usati per l'albanese erano stati l'alfabeto Elbasan e l'alfabeto Todhri del XVIII secolo. Anche questi alfabeti non ebbero un uso esteso e prolungato.